# Station Leman
Station Leman is een spoorweghalte langs spoorlijn 125 (Namen - Luik) in de gemeente Flémalle. Het is een onbewaakte stopplaats en wordt sinds 1994 niet meer bediend in het weekend.
Het station werd oorspronkelijk geopend onder de naam Rue de Chêne. Vanaf 1937 werd dat Rue Général Leman, vernoemd naar generaal Gerard Leman, die tijdens de Eerste Wereldoorlog het bevel voerde over de Forten rond Luik. In 1980 werd de naam van het station vereenvoudigd naar Leman.
Het derde spoor is een uitwijkspoor en wordt in de reguliere dienstregeling niet meer gebruikt.

## Treindienst
| Serie       | Treinsoort          | Route | Bijzonderheden                                                                                                  |
| ----------- | ------------------- | --- | --- |
| L 4950      | L-trein (NMBS)      | Luik-Guillemins – Leman – Hoei – Namen                                                                           | |
| P 7460/8460 | Piekuurtrein (NMBS) | Statte – Leman – Luik-Guillemins                                                                                 | Rijdt alleen op werkdagen.                                                                                      |
| P 7480/8480 | Piekuurtrein (NMBS) | [ Hoei – Namen ] / [ Herstal – Luik-Sint-Lambertus – Luik-Guillemins – [ Rivage – Gouvy ] / [ Leman – Statte ] ] | Rijdt alleen op werkdagen. Een trein vanuit Herstal naar Gouvy. Twee treinen per richting tussen Hoei en Namen. |

## Reizigerstellingen
De grafiek en tabel geven het gemiddeld aantal instappende reizigers weer op een week-, zater- en zondag.
| Tabel: aantal instappende reizigers station Leman | Tabel: aantal instappende reizigers station Leman | Tabel: aantal instappende reizigers station Leman | Tabel: aantal instappende reizigers station Leman |
|                                                   | Weekdag                                           | Zaterdag                                          | Zondag                                            |
| ------------------------------------------------- | ------------------------------------------------- | ------------------------------------------------- | ------------------------------------------------- |
| 1977                                              | 159                                               | 44                                                | 24                                                |
| 1978                                              | 210                                               | 50                                                | 21                                                |
| 1979                                              | 173                                               | 34                                                | 17                                                |
| 1980                                              | 181                                               | 41                                                | 14                                                |
| 1981                                              | 209                                               | 43                                                | 25                                                |
| 1982                                              | 175                                               | 28                                                | 17                                                |
| 1983                                              | 198                                               | 34                                                | 14                                                |
| 1984                                              | 155                                               | 25                                                | 27                                                |
| 1985                                              | 130                                               | 31                                                | 15                                                |
| 1986                                              | 115                                               | 15                                                | 11                                                |
| 1987                                              | 151                                               | 21                                                | 9                                                 |
| 1988                                              | 113                                               | 16                                                | 12                                                |
| 1989                                              | 96                                                | 17                                                | 9                                                 |
| 1990                                              | 84                                                | 10                                                | 7                                                 |
| 1991                                              | 91                                                | 15                                                | 11                                                |
| 1992                                              | 81                                                | 9                                                 | 9                                                 |
| 1993                                              | 79                                                | 26                                                | 8                                                 |
| 1994                                              | 68                                                | -                                                 | -                                                 |
| 1995                                              | 60                                                | -                                                 | -                                                 |
| 1996                                              | 65                                                | -                                                 | -                                                 |
| 1997                                              | 71                                                | -                                                 | -                                                 |
| 1998                                              | 91                                                | -                                                 | -                                                 |
| 1999                                              | 76                                                | -                                                 | -                                                 |
| 2000                                              | 138                                               | -                                                 | -                                                 |
| 2001                                              | 87                                                | -                                                 | -                                                 |
| 2002                                              | 97                                                | -                                                 | -                                                 |
| 2003                                              | 75                                                | -                                                 | -                                                 |
| 2004                                              | 49                                                | -                                                 | -                                                 |
| 2005                                              | 63                                                | -                                                 | -                                                 |
| 2006                                              | 65                                                | -                                                 | -                                                 |
| 2007                                              | 67                                                | -                                                 | -                                                 |
| 2008                                              | -                                                 | -                                                 | -                                                 |
| 2009                                              | 61                                                | -                                                 | -                                                 |
| 2010                                              | -                                                 | -                                                 | -                                                 |
| 2011                                              | -                                                 | -                                                 | -                                                 |
| 2012                                              | 104                                               | -                                                 | -                                                 |
| 2013                                              | 100                                               | -                                                 | -                                                 |
| 2014                                              | 89                                                | -                                                 | -                                                 |
| 2015                                              | 74                                                | -                                                 | -                                                 |
| 2016                                              | 63                                                | -                                                 | -                                                 |
| 2017                                              | 64                                                | -                                                 | -                                                 |
| 2018                                              | 64                                                | -                                                 | -                                                 |
| 2019                                              | 76                                                | -                                                 | -                                                 |
| 2020                                              | 44                                                | -                                                 | -                                                 |
| 2021                                              | -                                                 | -                                                 | -                                                 |
| 2022                                              | 90                                                | -                                                 | -                                                 |
| 2023                                              | 66                                                | -                                                 | -                                                 |
| 2024                                              | 94                                                | -                                                 | -                                                 |

0,0: Ans ·
9,7: Flémalle-Grande ·
10,4: Leman ·
11,6: Flémalle-Haute
0,0: Luik-Guillemins ·
1,1: Val-Benoît ·
2,9: Sclessin ·
5,1: Tilleur ·
6,4: Pont-de-Seraing ·
7,3: Jemeppe-sur-Meuse ·
9,3: Flémalle-Grande ·
10,0: Leman ·
11,2: Flémalle-Haute ·
12,3: Chokier ·
14,0: Aigremont ·
15,3: Engis ·
17,3: La Mallieue ·
18,8: Hermalle-sous-Huy ·
21,2: Haute-Flône ·
22,5: Amay ·
24,9: Ampsin ·
27,9: Corphalie ·
29,4: Hoei ·
30,4: Statte ·
32,7: Bas-Oha ·
35,7: Java ·
40,3: Andenne ·
41,7: Château-de-Seilles ·
46,5: Sclaigneaux ·
48,8: Namêche ·
51,5: Marche-les-Dames ·
54,7: Beez ·
57,1: Faubourg-Saint-Nicolas ·
59,5: Namen